# Vladimir Ivanov Georgiev
Vladimir Ivanov Georgiev (in bulgaro Владимир Иванов Георгиев?; 3 febbraio 1908 – 14 giugno 1986) è stato un linguista e filologo bulgaro, che si è occupato della lingua protoindoeuropea, la lingua tracica e la lingua etrusca.

## Biografia
Vladimir Ivanov Georgiev ha compiuto molti studi nel campo della tracologia, compresa un'interpretazione linguistica di un'iscrizione scoperta nel villaggio di Kjolmen nel distretto di Šumen nella Bulgaria nordorientale. Negli anni '60 Georgiev studiò i nomi dei ventisei fiumi più grandi dell'Europa centrale e dell'Europa orientale. Egli suggerì che l'etimologia di questi idronimi fosse ricostruibile con il protoindoeuropeo e che la zona di origine degli Indoeuropei fosse delimitata a ovest dal fiume Reno e a est dal fiume Don.
Nel 1962 ha anche sostenuto che l'etrusco fosse correlato all'ittita, una tesi che non ha incontrato il consenso degli altri studiosi.

## Opere
- Die Träger der kretisch-mykenischen Kultur, ihre Herkunft und ihre Sprache, vol. 1, Urgriechen und Urillyrier (Thrako-Illyrier), Sofia, Pridworna pečatnica, 1937.
- Vorgriechische Sprachwissenshaft, 2 voll., Sofia, Universitätsdruckerei, 1941/1945.
- Die sprachliche Zugehörigkeit der Etrusker, Sofia, Universitätsdruckerei, 1943.
- Inscriptions minoennes quasi-bilingues (= Annuaire de l'université de Sofia: faculté historico-philologique, XLVI, 1949/50).
- Lexique des inscriptions créto-mycéniennes, Sofia, Accademia bulgara delle scienze, 1955.
- «Le déchiffrement des inscriptions crétoises en linéaire A», in Ezikovedski izsledvanija v čest na akademik Stefan Mladenov, Sofia, Accademia bulgara delle scienze, 1957, pp. 419–426.
- Trakijskijat ezik, Sofia, Accademia bulgara delle scienze, 1957.
- Issledovanija po sravnitel'no-istoričeskomu jazykoznaniju [= Studi in linguistica storico-comparativa], Mosca, Izdatel'stvo inostrannoj literatury, 1958.
- Die altgriechischen Flußnamen, Sofia, Accademia bulgara delle scienze, 1958.
- Văprosi na bălgarskata etimologija [= Questioni di etimologia bulgara], Sofia, Accademia bulgara delle scienze, 1958.
- Bălgarska etimologija i onomastika [= Etimologia ed onomastica bulgara], Sofia, Accademia bulgara delle scienze, 1960.
- La toponymie ancienne de la péninsule balkanique et la thèse méditerranéenne, in VII Congres international des sciences onomastiques à Florence-Pise du 4 au 8 avr. 1961, Sofia, Accademia bulgara delle scienze, 1961.
- Hethitisch und Etruskisch. Die hethitische Herkunft der etruskischen Sprache, Sofia, Accademia bulgara delle scienze, 1962.
- Les deux langues des inscriptions crétoises en linéaire A (= Linguistique balkanique, vol. 7, n. 1, 1963, pp. 1–104).
- La bilingue di Pyrgi e l'origine ittita dell'etrusco, Roma, Accademia bulgara delle scienze, 1964.
- Introduzione alla storia delle lingue indeuropee, Roma, Edizioni dell’Ateneo, 1966.
- Die Deutung der altertümlichen thrakischen Inschrift aus Kjolmen (= Balkansko Ezikonznanie, vol. 11, n. 1, 1966).
- Etruskische Sprachwissenschaft, 2 voll., Sofia, Accademia bulgara delle scienze, 1971–2.
- Trakite i technijat ezik, Sofia, Accademia bulgara delle scienze, 1977.
- La lingua e l'origine degli Etruschi, Roma, Nagard, 1979.